# Ла Вила (Болоња)
Ла Вила (итал. La Villa) је насеље у Италији у округу Болоња, региону Емилија-Ромања.
Према процени из 2011. у насељу је живело 157 становника. Насеље се налази на надморској висини од 34 м.